# Peter Collins (produttore)
Peter Collins (Reading, 15 gennaio 1951 – Nashville, 29 giugno 2024) è stato un produttore discografico britannico.

## Biografia
Iniziò a lavorare nella sua città nel 1976, per poi trasferirsi negli Stati Uniti nel 1985, dove collaborò con i Rush.
Negli anni lavorò anche con altri artisti tra cui Alice Cooper, Bon Jovi, Queensrÿche, Suicidal Tendencies, Saraya, Indigo Girls, Jane Wiedlin, October Project e Cardigans.